# Phrosinella persa
Phrosinella persa är en tvåvingeart som först beskrevs av Boris Borisovitsch Rohdendorf 1935.  Phrosinella persa ingår i släktet Phrosinella och familjen köttflugor.
Artens utbredningsområde är Iran. Inga underarter finns listade i Catalogue of Life.